# 15 kilometer (atletiek)
De 15 kilometer (15 km) is een door de World Athletics erkende afstand die als wegwedstrijd wordt gelopen en behoort tot de groep lange afstanden. Op de meeste wegwedstrijden bevindt zich rond het 5- en 10-kilometerpunt een drankpost en een tijdwaarneming.
Het wereldrecord van 41.05 bij de mannen is sinds 18 november 2018 in handen van Joshua Cheptegei, gelopen tijdens de Zevenheuvelenloop in Nijmegen. Hij is de laatste officiële wereldrecordhouder op deze afstand, want per 1 november 2021 is dit onderdeel door World Athletics uit de lijst met officiële wereldrecords verwijderd. Sindsdien gelden de op deze afstand van de wegatletiek geleverde prestaties, voor zover het een evenaring of verbetering van genoemd wereldrecord betreft, alleen nog als beste wereldprestatie. Jacob Kiplimo, landgenoot van Cheptegei, evenaarde diens record op 19 november 2023, eveneens tijdens de Zevenheuvelenloop. Letesenbet Gidey bracht op 17 november 2019 bij hetzelfde evenement het wereldrecord bij de vrouwen naar 44.20. Zij is bij de vrouwen de laatste officiële recordhoudster.

## 15 km-wedstrijden
De bekendste 15 km-wedstrijd in Nederland is de Zevenheuvelenloop in Nijmegen. Het is een van de sterkst bezette 15 km-wedstrijden ter wereld.
Andere grote 15 km-wedstrijden in Nederland zijn:
- Montferland Run
- Bruggenloop (in Rotterdam)
- Posbankloop (in Velp)
- Vestingloop (in 's Hertogenbosch)

In Brazilië vindt jaarlijks de São Silvestre plaats en in de Verenigde Staten de Utica Boilermaker.

### Snelste Nederlandse lopers
| #  | naam            | tijd  | wedstrijd         | jaar |
| -- | --------------- | ----- | ----------------- | ---- |
| 1  | Khalid Choukoud | 43.13 | Tilburg Ten Miles | 2019 |
| 2  | Richard Douma   | 43.18 | Zevenheuvelenloop | 2022 |
| 3  | Mike Foppen     | 43.19 | Zevenheuvelenloop | 2024 |
| 4  | Abdi Nageeye    | 43.29 | Tilburg Ten Miles | 2015 |
| 5  | Marco Gielen    | 43.38 | Zevenheuvelenloop | 1999 |
| 6  | Kamiel Maase    | 43.41 | Zevenheuvelenloop | 2002 |
| 7  | Greg van Hest   | 43.45 | Bruggenloop       | 2001 |
| 7  | Mohamed Ali     | 43.45 | Dam tot Damloop   | 2019 |
| 8  | Luc Krotwaar    | 43.48 | Zevenheuvelenloop | 2001 |
| 9  | Stan Niesten    | 43.58 | Dam tot Damloop   | 2022 |
| 9  | Filmon Tesfu    | 43.58 | Zevenheuvelenloop | 2022 |
| 10 | Bart van Nunen  | 44.03 | Citylauf Dresden  | 2021 |

Marti ten Kate liep in 1991 tijdens de Dam tot Damloop een tijd van 46.06 over 16,1 km. De tijd op het 15 kilometerpunt is niet geregistreerd, maar lag rond de 43 minuten, waarmee hij eveneens tot de snelste Nederlandse lopers behoort.

### Beste Nederlandse jaarprestaties
| jaar | naam                  | tijd    |
| ---- | --------------------- | ------- |
| 2023 | Khalid Choukoud       | 43.32   |
| 2022 | Richard Douma         | 43.18   |
| 2021 | Bart van Nunen        | 44.03   |
| 2020 | Stan Niesten          | 44.41 * |
| 2019 | Khalid Choukoud       | 43.13   |
| 2018 | Mohamed Ali           | 44.29   |
| 2017 | Khalid Choukoud       | 44.47   |
| 2016 | Abdi Nageeye          | 43.45   |
| 2015 | Abdi Nageeye          | 43.29   |
| 2014 | Khalid Choukoud       | 43.38   |
| 2013 | Jesper van der Wielen | 44.33   |
| 2012 | Abdi Nageeye          | 44.13   |
| 2011 | Patrick Stitzinger    | 44.28   |
| 2010 | Koen Raymaekers       | 44.52   |
| 2009 | Patrick Stitzinger    | 45.51   |
| 2008 | Dennis Licht          | 44.08   |
| 2007 | Sander Schutgens      | 46.14   |
| 2006 | Kamiel Maase          | 44.06   |
| 2005 | Jeroen van Damme      | 44.38   |
| 2004 | Marco Gielen          | 44.15   |
| 2003 | Marco Gielen          | 44.13   |
| 2002 | Kamiel Maase          | 43.41   |
| 2001 | Greg van Hest         | 43.45   |

* Tussentijd tijdens CPC-loop
Bijgewerkt tot 1 april 2021

## Beste 10 wereldprestaties mannen
| #   | naam                  | land              | tijd  |
| --- | --------------------- | ----------------- | ----- |
| 1.  | Jacob Kiplimo         | Vlag van Oeganda  | 40.42 |
| 2.  | Joshua Cheptegei      | Vlag van Oeganda  | 41.05 |
| 2.  | Jacob Kiplimo         | Vlag van Oeganda  | 41.05 |
| 4.  | Leonard Patrick Komon | Vlag van Kenia    | 41.13 |
| 5.  | Felix Limo            | Vlag van Ethiopië | 41.29 |
| 5.  | Deriba Merga          | Vlag van Ethiopië | 41.29 |
| 7.  | Haile Gebrselassie    | Vlag van Ethiopië | 41.38 |
| 7.  | Sileshi Sihine        | Vlag van Ethiopië | 41.38 |
| 9.  | Stephen Kissa         | Vlag van Oeganda  | 41.49 |
| 10. | Edwin Kiptoo          | Vlag van Kenia    | 41.51 |

Bijgewerkt tot 6 juni 2024

## Beste 10 wereldprestaties vrouwen
| #  | naam                | land                 | tijd  |
| -- | ------------------- | -------------------- | ----- |
| 1. | Letesenbet Gidey    | Vlag van Ethiopië    | 44.20 |
| 2. | Joyciline Jepkosgei | Vlag van Kenia       | 45.37 |
| 3. | Florence Kiplagat   | Vlag van Kenia       | 46.14 |
| 4. | Tirunesh Dibaba     | Vlag van Kenia       | 46.28 |
| 5. | Eveline Chirchir    | Vlag van Kenia       | 46.33 |
| 6. | Zeineba Yimer       | Vlag van Ethiopië    | 46.52 |
| 7. | Elana Meyer         | Vlag van Zuid-Afrika | 46.57 |
| 7. | Mestawet Tufa       | Vlag van Ethiopië    | 46.57 |
| 9. | Lornah Kiplagat     | Vlag van Nederland   | 46.59 |
| 9. | Priscah Jeptoo      | Vlag van Kenia       | 46.59 |

Bijgewerkt tot 19 november 2023

### Beste Europese prestaties vrouwen
| # | naam                  | land                         | tijd  |
| - | --------------------- | ---------------------------- | ----- |
| 1 | Lornah Kiplagat       | Vlag van Nederland           | 46.59 |
| 2 | Constantina Diță      | Vlag van Roemenië            | 47.10 |
| 3 | Ingrid Kristiansen    | Vlag van Noorwegen           | 47.17 |
| 4 | Paula Radcliffe       | Vlag van Verenigd Koninkrijk | 47.29 |
| 5 | Susan Krumins-Kuijken | Vlag van Nederland           | 47.41 |
| 6 | Liz McColgan          | Vlag van Verenigd Koninkrijk | 47.43 |
| 7 | Grete Waitz           | Vlag van Noorwegen           | 47.52 |
| 8 | Hilda Kibet           | Vlag van Nederland           | 48.03 |